# Pfarrkirche St. Thomas am Zeiselberg

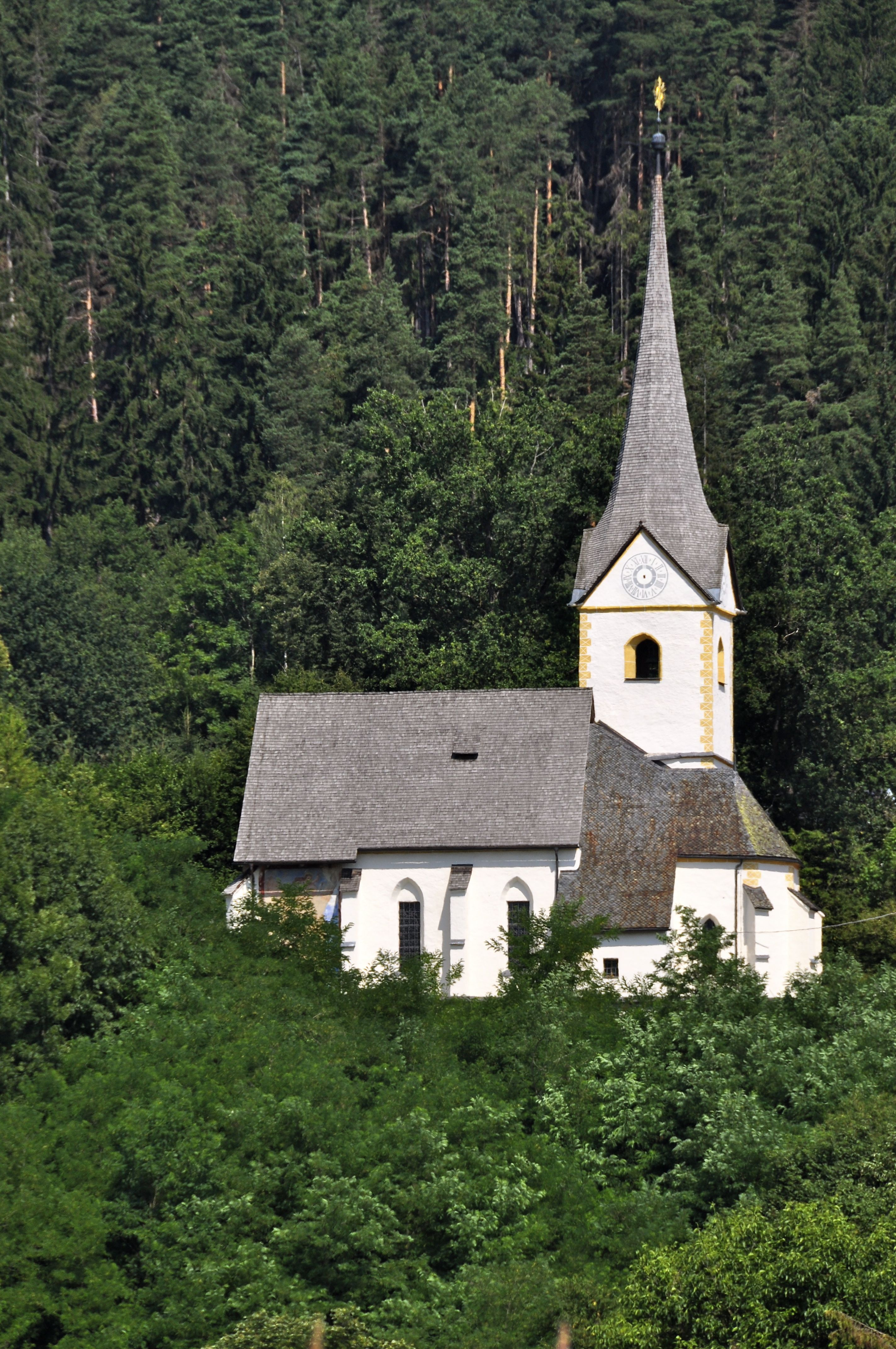
Pfarrkirche Heiliger Thomas in Sankt Thomas

Die Pfarrkirche St. Thomas befindet sich in St. Thomas (Marktgemeinde Magdalensberg (Štalenska gora), Kärnten). Das Kirchengebäude steht unter Denkmalschutz (Listeneintrag).

## Bau
Die auf einer Hangstufe des Zeiselbergs (slow. Čilberk) über dem St. Thomaser Feld (slow. Šenttomažko polje) befindliche ehemalige Wehrkirche ist vom Ortsfriedhof sowie einigen wenigen Häusern (dem Pfarramt, der alten Volksschule und dem vom örtlichen slowenischen Kulturverein „Edinost Šenttomaž“ 1912/13 errichteten Vereins- und Kulturhaus) umgeben.

## Pfarre
Urkundlich wurde die Pfarrkirche erstmals  1306 erwähnt, war einst Filiale der Propstei von Maria Saal, wurde 1616 mit alten pfarrlichen Rechten ausgestattet und ist seit 1776 eine eigenständige Pfarre. Nach dem Schematismus von 1917/18 wurde die Pfarre St. Thomas am Zeiselberg/Šenttomaž na Čilberku und ihre Filialkirchen Hörtendorf/Trdnja vas (St. Margareten/Šmarjeta), St. Lorenzen/Šentlovrenc sowie die Schlosskapelle Portendorf/Partovca, die dem Dekanat Tainach/Tinje unterstellt ist, als »slowenisch« geführt (zumal sich die Pfarre seit der Frühzeit im slowenischen Sprachgebiet befand). Mit der nationalsozialistischen Gewaltherrschaft wurde der Gebrauch der slowenischen Sprache mit Strafe bedroht und verboten, nach dem Krieg wurde St. Thomas/Šenttomaž nicht mehr slowenisch bzw. zweisprachig geführt, sondern nur deutsch. Pfarrsprache ist nunmehr Deutsch, doch werden bis heute vereinzelt auf private Initiative Messen in Slowenisch oder zweisprachig abgehalten.

## Äußeres
Der spätgotische Bau weist einen starken Nordturm auf (im Kern romanisch?) mit gotischen Schallfenstern und einem Spitzhelmgiebel sowie einen niederen, eingezogenen, dreiseitig geschlossenen Chor auf. 1996 wurde der Turmhelm neu eingedeckt.

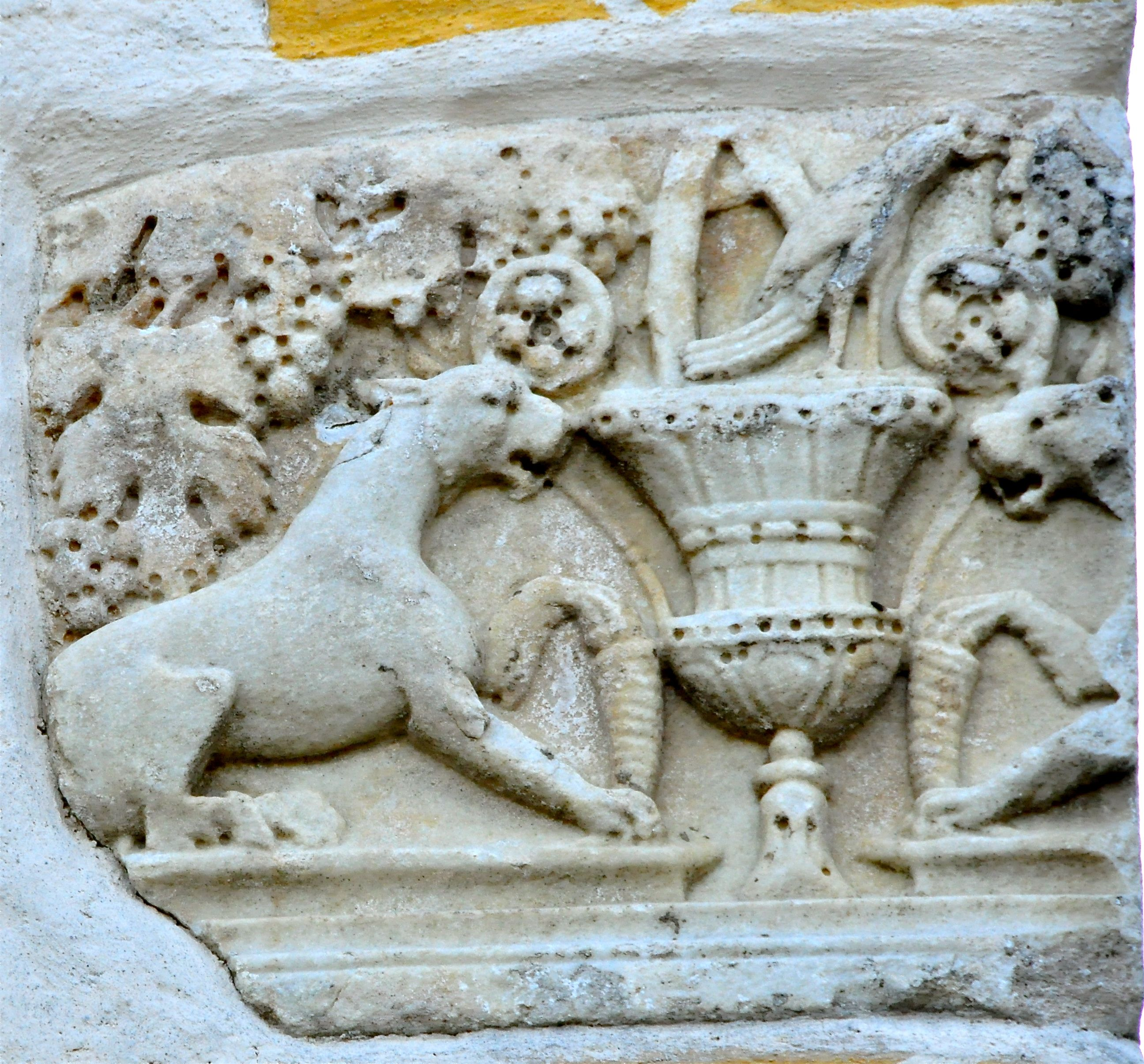
Römerstein an der Ostwand

Das Äußere weist abgestufte Strebepfeiler an Chor- und Schiffwänden auf. Südseitig ist die Sakristei angebaut. Die westliche Vorlaube ist mit einem Satteldach versehen, darin befindet sich das spätgotische, profilierte und spitzbogige Westportal mit Schulterbogenöffnung. Am Tympanon des Westportals befindet sich ein schlecht erhaltenes spätgotisches Fresko des ungläubigen Thomas vor Christus, das im Zuge von Restaurierungsarbeiten 1972 aufgedeckt wurde. In die Seitenwand der Vorhalle ist auch ein gemeinschaftliches Epitaph / Gedenkstein für die Gefallenen des Ersten Weltkriegs eingelassen, das einige einheimische Namen in slowenischer Orthographie aufweist, Ausdruck der jüngeren lokalen bzw. regionalen Kulturgeschichte.

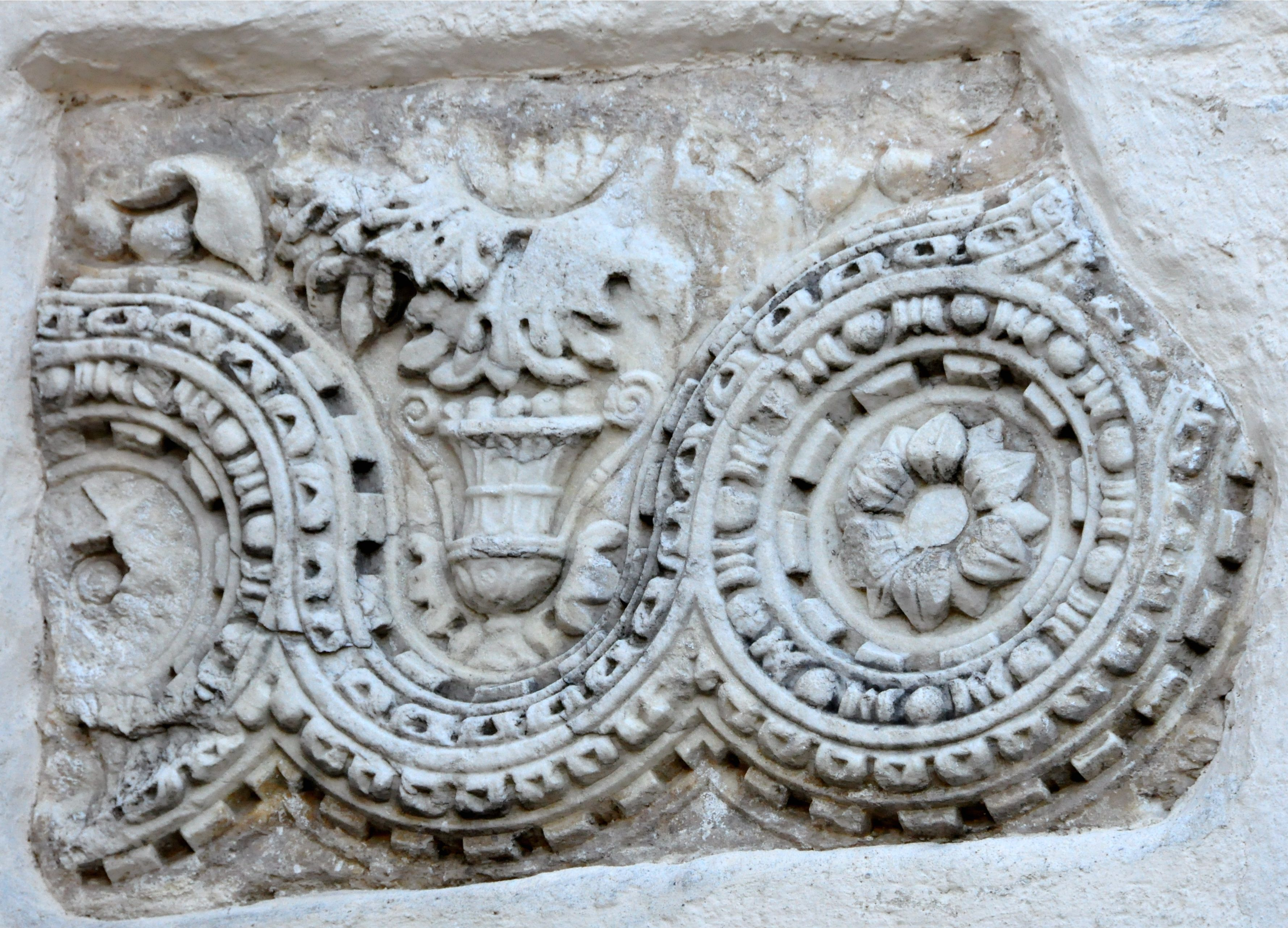
Römerstein an der Ostwand

An der südlichen Außenmauer befindet sich ein stark verblasstes barockes Wandgemälde des hl. Christophorus. Verschiedentlich sind römerzeitliche Steine in die Außenfassade eingelassen: an der südlichen Sakristeiaußenwand eine römerzeitliche Grabstele mit Inschrift und Nischenporträt für den Soldaten Aurelius Secundianus, der mit 30 Jahren im Krieg gefallen war; an der östlichen Turmaußenseite ein Bruchstück einer Kassettendecke von einem Grabbau; an der Westwand ein Grabbaurelief mit der Darstellung eines Schreibers.
Nunmehr an der Innenseite der nördlichen Friedhofsmauer sind nach Bergungsarbeiten drei Epitaphe der Besitzer der zur Pfarre St. Thomas/Šenttomaž gehörigen Herrschaft Gundersdorf/Gundrska vas eingelassen. Es handelt sich um Grabsteine/Epitaphe der Mitglieder der Baronsfamilien Sternberg und Schloissnig, wobei letztere den Landeshauptmann von Kärnten nach der Mitte des 19. Jahrhunderts stellten.

## Inneres
Das geräumige Langhaus sowie das aus der Achse gerückte Chor ist mit einer Stichkappentonne mit gratigem Rautensterngewölbe  und kleinen, ornamentierten Schlusssteinen auf reliefierten Konsolen versehen. Die gemauerte Sängerempore steht auf zwei Rundsäulen mit Korbbogenöffnungen. Über dem hohen spitzbogigen Triumphbogen ist die Jahreszahl 1545 zu lesen. An der Nordwestwand des Chors ist ein spitzbogiger, profilierten Eingang zur Glockenkammer. Die Fenster sind spitzbogig und mit ornamentalen Glasfenstern aus der Zeit um 1900 versehen.
„Wie in St. Martin am Freudenberg und St. Lorenzen hat auch in St. Thomas Jakob Brollo aus Gemona im Jahre 1889 die Kirche mit Fresken ausgestattet, von denen jedoch keine Spur erhalten blieb. Im Jahre 1900 wurden Kirchenfenster mit Bildern der hll. Andreas und Theresia gestiftet.“

## Einrichtung
Der Hochaltar stammt aus der Zeit um 1740 und ist mit Figuren der hll. Thomas, Petrus und Paulus versehen, im Aufsatz Gottvater und Sohn, sowie mit einer Maria-Immaculata Statue aus dem 19. Jahrhundert.  Die Seitenaltäre sind aus dem Jahr 1711. Der linke Marienaltar (die Bezeichnung 1803 bezieht sich auf eine Restaurierung) weist in der Aufsatznische eine Statue mit Thronender Madonna und Kind aus dem 17. Jahrhundert auf, Ergänzungen sind aus dem 18. Jahrhundert. Der rechte Seitenaltar mit der Jahreszahl 1711 ist mit einem gemalten Altarblatt mit der Darstellung der hl. Maria Magdalena. Der Taufstein ist aus Marmor.

## Pfarrhof und Kulturhaus
Der zweigeschoßige Pfarrhof befindet sich im Anschluss an die Friedhofsmauer auf der östlichen Seite des Baukomplexes, weist ein Walmdach auf und ist vermutlich im Kern aus dem 16. Jahrhundert. Er steht ebenfalls unter Denkmalschutz (Listeneintrag).

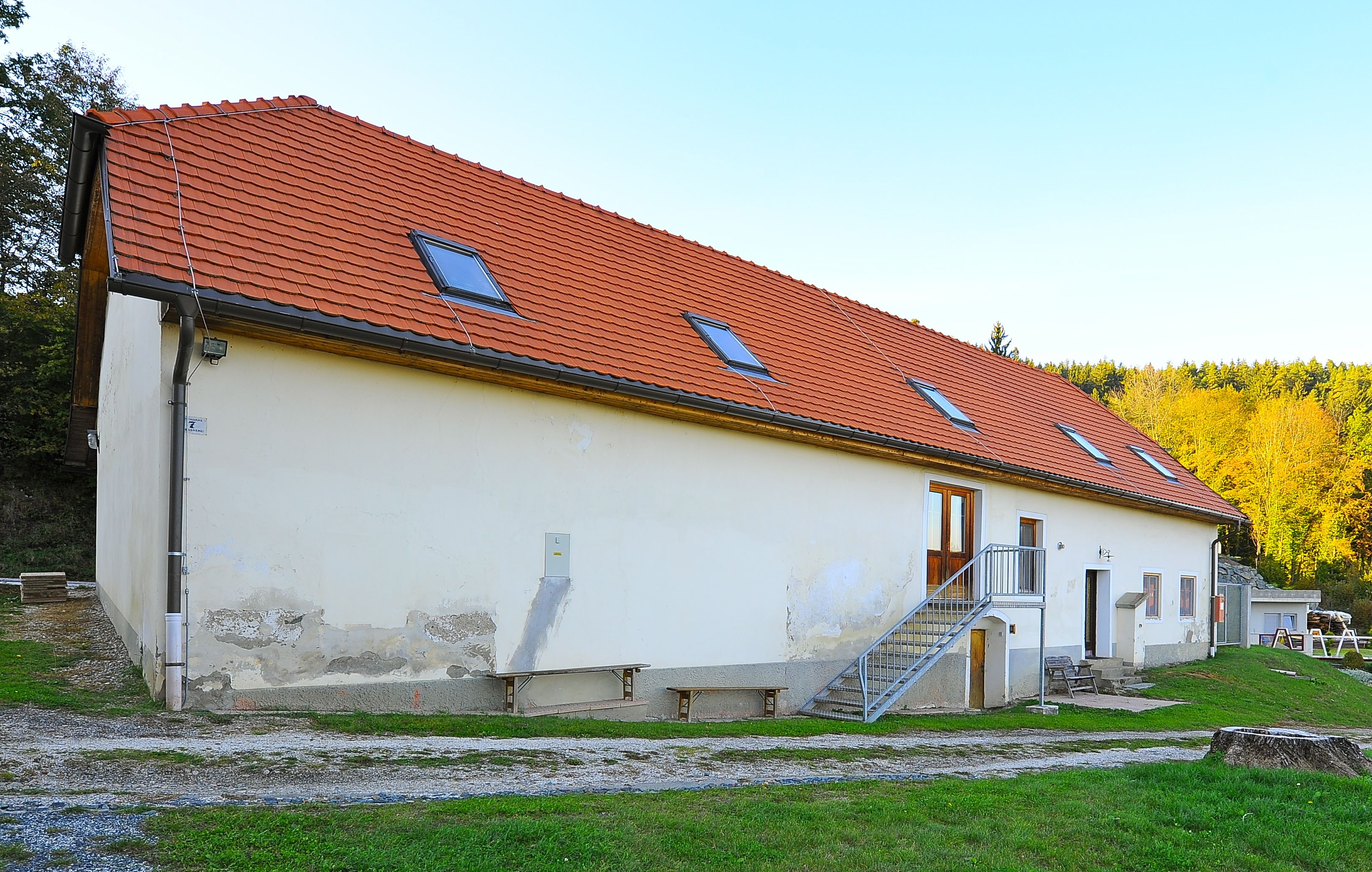
Kulturhaus St. Thomas ehem. Edinost

Das nördlich davon freistehend errichtete Kulturhaus aus dem Jahr 1912/13 geht zurück auf die Initiative des örtlichen Pfarrers Ivan Brabenec (21. August 1871 Heraldec (Böhmen) – 1940; seit 1896 Provisor in St. Thomas, seit 1900 Pfarrer daselbst, ab Oktober 1929 Probst in Gurnitz/Podkrnos bei Ebenthal/Žrelec) im Verband mit den Mitgliedern des slowenischen Kulturvereins „Edinost Št. Tomaž“ (Einheit St. Thomas). Der Verein wurde als Reaktion auf den steigenden ethnonationalen Druck 1910 gegründet und entfaltete eine äußerst lebhafte Vereinstätigkeit (Kurse, Bücherei, Theater [lokal im Deutschen von den politischen Gegnern ebenfalls igre wie im Slowenischen genannt], Tamburizza, Chorgesang usw.). Ein slowenischer Sparkassenverein Hranilnica in posojilnica Št. Tomaž vervollständigte das gesellschaftliche Angebot. Auf der Vereinssitzung am 3. März 1912 wurde der Beschluss zum Bau eines Vereinshauses (der Verein hatte damals bereits 120 Mitglieder) gefasst. Am 11. Mai 1913 wurde die Baugenehmigung eingereicht, am 9. November 1913 wurde der Veranstaltungssaal auf Wunsch der Gemeinde für eine Nutzung auch im Winter  ausgelegt. Bis zur nationalsozialistischen Gewaltherrschaft wurde das Gebäude von beiden lokalen slowenischen Institutionen genutzt. Im und nach dem Krieg war deren bestimmungsgemäße Nutzung nicht mehr möglich, nach 1955 wurde die slowenische Vereinsaufschrift von der Außenwand entfernt. In neuerer Zeit wurde das örtliche Kulturleben wiederbelebt und das Gebäude wieder einer kulturellen Nutzung zugeführt.